# Euphorbia sarmentosa
Euphorbia sarmentosa là một loài thực vật có hoa trong họ Đại kích. Loài này được Welw. ex Pax mô tả khoa học đầu tiên năm 1894.